# 1,2-heptanodiol
El 1,2-heptanodiol es un diol de fórmula molecular C7H16O2. Es isómero de posición del 1,7-heptanodiol pero, a diferencia de este, es un diol vecinal con dos grupos funcionales hidroxilo en las posiciones 1 y 2 de la cadena lineal de siete átomos de carbono. Es una molécula quiral dado que el átomo de carbono de la posición 2 es asimétrico. 

## Propiedades físicas y químicas
El 1,2-heptanodiol es un sólido que tiene su punto de fusión a 44 °C y su punto de ebullición a 226 °C (a una presión inferior de 11 mmHg es 130 °C).
Posee una densidad ligeramente inferior a la del agua, 0,947 g/cm³.
El valor estimado del logaritmo de su coeficiente de reparto, logP, está en el rango 0,8 - 1,3, lo cual indica una solubilidad considerablemente mayor en disolventes apolares que en agua.
Es combustible, siendo su punto de inflamabilidad 101,7 °C.

## Síntesis y usos
El 1,2-heptanodiol se puede sintetizar a partir del 1-hepteno con un rendimiento próximo al 99%; la hidroxilación se lleva a cabo mediante un catalizador de Os/Cu-Al tipo hidrotalcita, acompañado de óxido de N-metilmorfolina que actúa como co-oxidante.
Otra ruta de síntesis conlleva la hidroboración con diisopinocampheylborano de 2-benciloxi-heptan-1-ol, siendo en este caso el rendimiento del 97%.
También la hidrólisis no catalizada del óxido de 1,2-heptileno a altas presiones (en torno a 10 kbar) permite obtener este diol.
Otra vía de síntesis alternativa parte del 2-hidroxiheptanotioato de S-metilo, el cual, al ser tratado con LiAlH4 en éter a reflujo durante 3 horas, permite conseguir 1,2-heptanodiol.
Los 1,2-dioles tienen actividad antimicrobiana, habiéndose estudiado el 1,2-heptanodiol, combinado con el 1,4-ciclohexanodiol, en la adsorción percutánea del fármaco metronidazol, antibiótico y antiparasitario; este diol retarda la adsorción de este fármaco, minimizando la toxicidad sistemática potencial mientras se mantiene la eficacia terapéutica.
Por otra parte, estudios sobre la enzima glicerol deshidrogenasa han constatado que dicha enzima cataliza la oxidación NAD+-dependiente de dioles de larga cadena, pero solo cuando los grupos hidroxilo están en carbonos adyacentes, como en el caso del 1,2-heptanodiol.

Otros posibles usos del 1,2-heptanodiol es en composiciones de cosméticos, como humectante o también como agente antibacteriano.